# Tarvos Trigaranus
Der Tarvos Trigaranus („Stier mit den drei Kranichen“) ist eine keltische Gottheit. Der Name setzt sich zusammen aus dem keltischen Wort für Stier tarvos (altirisch tarb, kymrisch tarw, bretonisch taro, tarv, kornisch tarow,  entsprechend dem lateinischen taurus) und dem Adjektiv „der drei Kraniche hat“ (siehe kymrisch tri „drei“, garan „Kranich“).
Der Name ist einzig aus einer Inschrift bekannt, irgendeine Mythologie dazu ist nicht bekannt. 

## Ikonographie

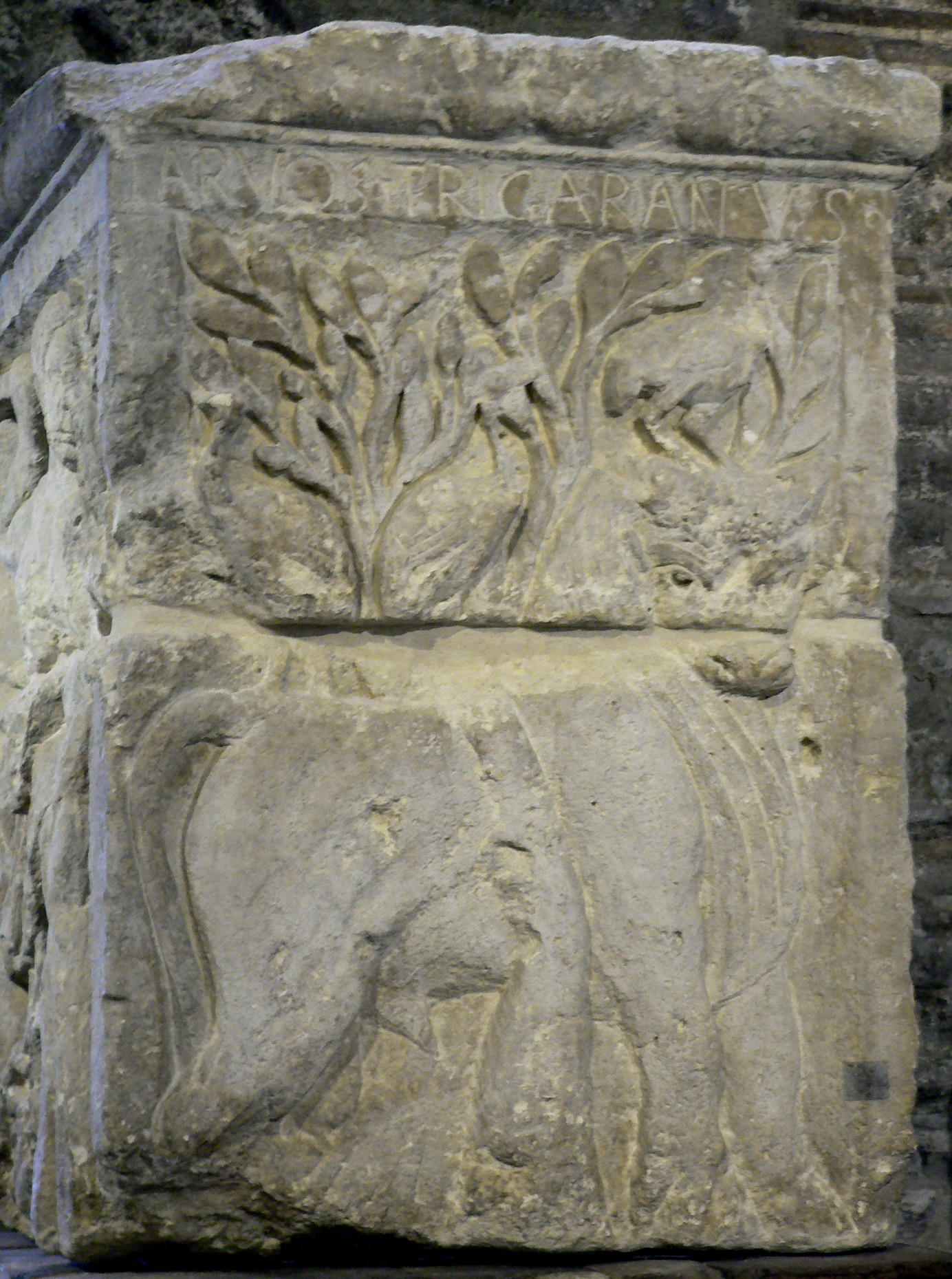
Die Reliefdarstellung des Tarvos Trigaranus auf dem Pfeiler der Nautae Parisiaci

Als Tarvos Trigaranus tritt er auf einem Quader des Pfeilers der Nautae Parisiaci („Pariser Schiffergilde“) in Erscheinung, wo er als Stier abgebildet ist, der hinter einem Baum steht. Auf Kopf und Rücken trägt er drei Kraniche, dahinter ist ein Wald angedeutet. Hier steht auch die einzige bekannte Nennung des Namens.
Auf einer Votivstele aus Trier wird ein Stierkopf mit drei Kranichen(?) dargestellt. Dieses anatomorphe Mischwesen versteckt sich offenbar auf einem Baum, der gerade durch den Gott Esus gefällt zu werden scheint. Esus ist auch neben Tarvos auf dem Quader des Pfeilers der Nautae Parisiaci zu erkennen. Ob es einen Mythos mit Tarvos und Esus gibt, wird vermutet, ist aber derzeit nicht belegbar.
Im galloromanischen Tempel von Maiden Castle wurde eine Bronzestatuette gefunden, die einen Stier und drei mit Frauen- oder Knabenköpfen ausgestattete Vögel zeigt. Aus Gallien sind zahlreiche Darstellungen des „Stieres mit drei Hörnern“ bekannt, ein ikonographischer Zusammenhang mit den gesicherten Darstellungen des Tarvos Trigaranus ist jedoch überaus fraglich.
Völlig unklar ist, inwiefern der Tarvos Trigaranus mit dem Stier auf dem Kessel von Gundestrup zu identifizieren ist. Auch eine Verwandtschaft mit der inselkeltischen Vorstellung vom „Wasserstier“ (irisch: Tarbh Uisge) wird bisweilen vermutet. Der irische Gott Midir wird ebenfalls manchmal mit drei Kranichen dargestellt.